# Aputzio de Juárez
Aputzio de Juárez es una localidad del estado mexicano de Michoacán. Es parte del municipio de Zitácuaro.

## Toponimia
El nombre «Aputzio» proviene de los términos en purépecha: aputz, garza; io, locativo. Su significado es «Lugar de garzas». El nombre «Juárez» rinde homenaje a Benito Juárez, presidente de México durante la Guerra de Reforma.

## Demografía
| Gráfica de evolución demográfica |
|                                  |

| Censo | Población |
| ----- | --------- |
| 1900  | 1273      |
| 1910  | 1273      |
| 1921  | 489       |
| 1930  | 977       |
| 1940  | 788       |
| 1950  | 764       |
| 1960  | 1160      |
| 1970  | 2543      |
| 1980  | 1071      |
| 1990  | 1000      |
| 2000  | 1236      |
| 2010  | 1383      |
| 2020  | 1177      |